# Интерпретация (методология)
Интерпрета́ция — теоретико-познавательная категория; метод научного познания, направленный на понимание внутреннего содержания интерпретируемого объекта через изучение его внешних проявлений (знаков, символов, жестов, звуков и др.). Интерпретация занимает центральное место в методологии гуманитарных наук, где процедура выявления смысла и значения изучаемого объекта является основной стратегией исследователя. Основное направление — лингвистика.

## Общая теория интерпретации Эмилио Бетти[1]
В 1955 г. вышла книга итальянского правоведа, историка и философа Эмилио Бетти «Общая теория интерпретации». Согласно теории интерпретации Бетти, интерпретация — это процесс, в котором задействованы три стороны: субъективность автора, субъективность интерпретатора и репрезентативная форма, выполняющая функцию посредника, через которого осуществляется их сообщение. Центральным понятием теории Бетти является «репрезентативная форма» объекта интерпретации — понятие, которое охватывает все возможные смыслосодержащие выражения человеческой субъективности (письменный текст, произведение искусства, речь, поступок, символ, жест). Главная функция репрезентативной формы — трансляция заключённого в ней смысла.

#### Принципы интерпретации
Э. Бетти выделяет четыре основных принципа, или «канона», интерпретации. Их главная задача — гарантировать объективность интерпретации. Два канона относятся к объекту интерпретации, а два — к субъекту.
1. канон автономии интерпретируемого объекта подразумевает, что интерпретатор должен уйти от собственной субъективности, которая может исказить корректность интерпретации, иными словами, смысл должен не «вноситься», а «выноситься».
2. канон целостности, или смысловой связанности, требует от интерпретатора соотнесения части и целого для прояснения смысла толкуемого объекта.
3. канон актуальности понимания требует от интерпретатора способности перенесения чужой мысли в актуальность собственной исторической жизни.
4. канон герменевтического смыслового соответствия, или адекватности понимания, подразумевает открытость интерпретатора духу, создавшему произведение, необходимость настроить себя на созвучие с мыслью автора, что предполагает «широту горизонта интерпретатора, которая порождает родственное, конгениальное с объектом интерпретации состояние духа».

#### Виды интерпретации
- «распознающая»
- «репродуктивная»
- «нормативная»

Цель «распознающей интерпретации» — понимание смысла, содержащегося в репрезентативном источнике (тексте, произведении искусства, поступке). К данному виду интерпретации относятся историческая, филологическая репрезентации.
Цель «репродуктивной», или «репрезентативной», интерпретации — передача смысла, заложенного в произведении, адресату (зрителям, слушателям). Сюда относятся драматическая, музыкальная интерпретация, перевод текста.
«Нормативная» интерпретация имеет регулятивную функцию. Понимание не является самоцелью, оно «предназначено для регулирования действий на основе правил, которые выводятся из норм и догм, из моральных оценок и требований психологических обстоятельств»; Бетти причисляет сюда юридическую, религиозную, этико-педагогическую интерпретации.

#### Интерпретация в естественных науках
Интерпретация в математике, логике — совокупность значений (смыслов), придаваемых тем или иным способом элементам (выражениям, формулам, символам и т. д.) какой-либо естественнонаучной или абстрактно-дедуктивной теории. В тех же случаях, когда такому «осмыслению» подвергаются сами элементы этой теории, то говорят также об интерпретации символов, формул и т. д.
Понятие интерпретации имеет большое гносеологическое значение: оно играет важную роль при сопоставлении научных теорий с описываемыми ими областями, при описании разных способов построения теории и при характеристике изменения соотношения между ними в ходе развития познания. Поскольку каждая естественнонаучная теория задумана и построена для описания некоторой области реальной действительности, эта действительность служит её (теории) «естественной» интерпретацией. Но такие «подразумеваемые» интерпретации не являются единственно возможными даже для содержательных теорий классической физики и математики; так, из факта изоморфизма механических и электрических колебательных систем, описываемых одними и теми же дифференциальными уравнениями, сразу же следует, что для таких уравнений возможны по меньшей мере две различные интерпретации.
В ещё большей степени это относится к абстрактно-дедуктивным логико-математическим теориям, допускающим не только различные изоморфные, но и не изоморфные интерпретации. Об их «естественных» интерпретациях говорить вообще затруднительно. Абстрактно-дедуктивные теории могут обходиться и без «перевода» своих понятий на «физический язык». Например, независимо от какой бы то ни было физической интерпретации, понятия геометрии Лобачевского могут быть интерпретированы в терминах геометрии Евклида. Открытие возможности взаимной интерпретируемости различных дедуктивных теорий сыграло огромную роль как в развитии самих дедуктивных наук (особенно как орудие доказательства их относительной непротиворечивости), так и в формировании связанных с ними современных теоретико-познавательных концепций.

## Критика
Французский философ Поль Рикёр отмечал, что в интерпретации обнаруживается множественность смыслов. Интерпретации приходится иметь дело со знаками или символами, структура значения которых может быть многосложной, когда один смысл — прямой, первичный, буквальный — сверх того означает и другой смысл — косвенный, вторичный, иносказательный, — который может быть понят лишь через первый. Этот круг выражений с двойным смыслом Рикёр называет герменевтическим полем. В результате, текст может иметь несколько смыслов, наслаивающихся друг на друга. По определению Рикёра, «интерпретация — это работа мышления, которая состоит в расшифровке смысла, скрывающегося за очевидным смыслом, в выявлении уровней значения, заключенных в буквальном значении». Несмотря на то, что сам Рикёр множественность и даже конфликт интерпретаций считал не недостатком, а достоинством понимания, выражающего суть интерпретации, тем не менее, вариативность интерпретации ставит обоснованный вопрос об объективности знания, получаемого с помощью интерпретации.
Проблема объективности знания, получаемого с помощью интерпретации, обусловлена тем, что исследователь даёт интерпретацию изучаемых процессов с точки зрения его собственной исходной интерпретативной базы. В результате, возникает комплекс вопросов относительно того, насколько объективен исследователь, с каких позиций можно сравнить и оценить различные интерпретативные системы, как согласовать расходящиеся между собой интерпретации, или, иными словами, как разрешить конфликт интерпретаций, существует ли наиболее адекватная интерпретация, и в чем состоят критерии адекватности.

#### Проблема интерпретации в искусстве (критика Сьюзен Зонтаг)
Потенциальная свобода деятельности исследователя-интерпретатора вызывает критическое отношение к самому методу интерпретации. Так американская писательница Сьюзен Зонтаг в своём эссе «Против интерпретации» даёт критическую оценку роли интерпретации в искусстве. Зонтаг обращает внимание на то, что начальная теория искусства утверждала, что искусство — это мимесис, подражание действительности. По мнению Зонтаг, появление интерпретации было обусловлено потребностью примирить древние тексты с «современными» требованиями. В наше время интерпретация превратилась в универсальный способ понимания, и применяется к вещам любого достоинства. Зонтаг остро критикует стиль современной интерпретации, в частности свойственную ему открытую агрессивность и явное презрение к видимому.
С. Зонтаг. «Против интерпретации»:

Старая манера интерпретации была настойчивой, но почтительной; над буквальным смыслом надстраивали другой. Новый стиль — раскопка; раскапывая, разрушают, роют «за» текстом, чтобы найти подтекст, который и является истинным.
Оригинальный текст (англ.)The old style of interpretation was insistent, but respectful; it erected another meaning on top of the literal one. The modern style of interpretation excavates, and as it excavates, destroys; it digs “behind” the text, to find a sub-text which is the true one.

По мнению Зонтаг интерпретация господствует не повсеместно. Кроме того, в современной живописи наблюдается «бегство от интерпретации», что особенно проявляется в абстракционизме и поп-арте.
С. Зонтаг.«Против интерпретации»:

Абстрактная живопись — это попытка изгнать содержание в обычном смысле слова; где нет содержания, там нечего истолковывать. Противоположным путем к тому же результату идет поп-арт, пользуясь содержанием, таким очевидным, таким «как есть», он тоже становится неинтерпретируемым.
Оригинальный текст (англ.)Abstract painting is the attempt to have, in the ordinary sense, no content; since there is no content, there can be no interpretation. Pop Art works by the opposite means to the same result; using a content so blatant, so “what it is,” it, too, ends by being uninterpretable.

По мнению Зонтаг истолковывать — значит обеднять, иссушать мир ради того, чтобы учредить призрачный мир «смыслов». Зонтаг предлагает приём против интерпретации. Для этого необходимо создавать вещи чистые и цельные, которые бы захватывали своим напором и прямотой обращения. По мнению Зонтаг, высшей и самой раскрепощающей ценностью в современном искусстве является прозрачность, которая позволит испытать свет самой вещи, вещи такой, какова она есть. Своё эссе Зонтаг завершает фразой: «Вместо герменевтики нам нужна эротика искусства».
С. Зонтаг.«Против интерпретации»:

Наша задача — не отыскивать как можно больше содержания в художественной вещи, тем более не выжимать из нее то, чего там нет. Наша задача — поставить содержание на место, чтобы мы вообще могли увидеть вещь.
Оригинальный текст (англ.)Our task is not to find the maximum amount of content in a work of art, much less to squeeze more content out of the work than is already there. Our task is to cut back content so that we can see the thing at all.